# 恰翁區

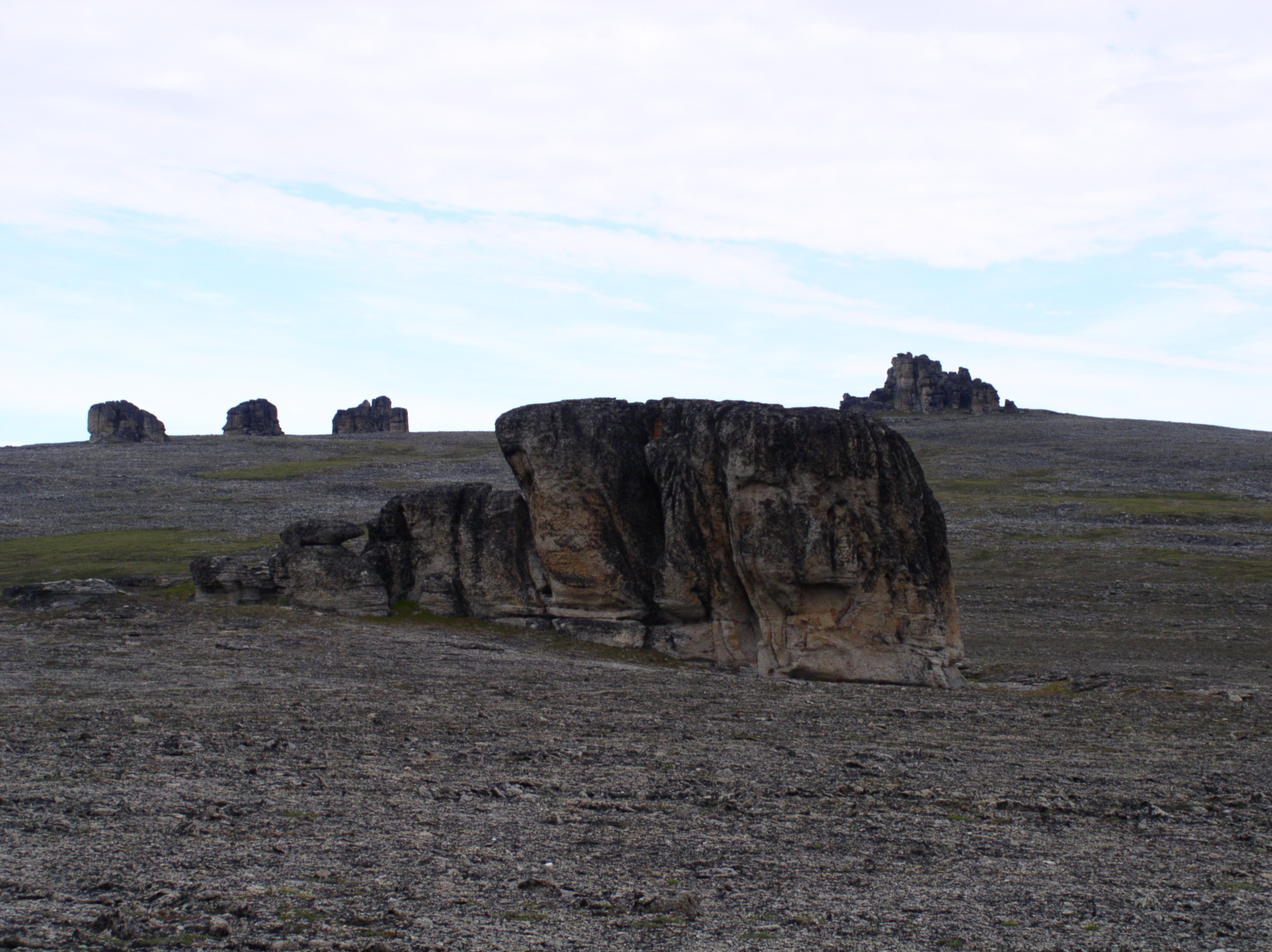

68°52′06″N 170°36′29″E / 68.86833°N 170.60806°E
恰翁區（俄语：Чаунский район），是俄羅斯的一個區，位於該國東北部，由楚科奇自治區負責管轄，始建於1933年，面積67.1平方公里，2010年人口5,148，人口密度每平方公里76.7人。